# التركيبة السكانية في إيطاليا

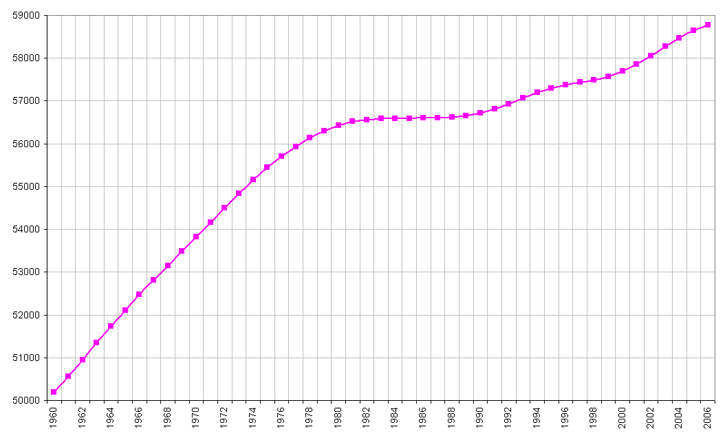

تمتلك إيطاليا خامس أعلى كثافة سكانية في أوروبا بحوالي 196 نسمة لكل كيلومتر مربع (490 ميل المربع الواحد). تحولت البلاد في السنوات العشرين الماضية من كونها مصدراً للمهاجرين إلى بلد كبير مستقبل للمهاجرين، حيث إِنَّ ما يزيد على 7.5% من سكان البلاد حالياً هم أساساً من خارج البلاد. على الرغم من أن تعداد سكان إيطاليا في نمو فهو فقط نتيجة لتدفق المهاجرين. تمتلك الأمة معدلات خصوبة منخفضة نسبياً، بمعدل 1.41 طفل لكل أسرة، بينما تمتلك مأمول حياة في المرتبة 19 عالمياً بعد نيوزيلندا وبرمودا وقبل جبل طارق وموناكو.